# Abisko nationalpark

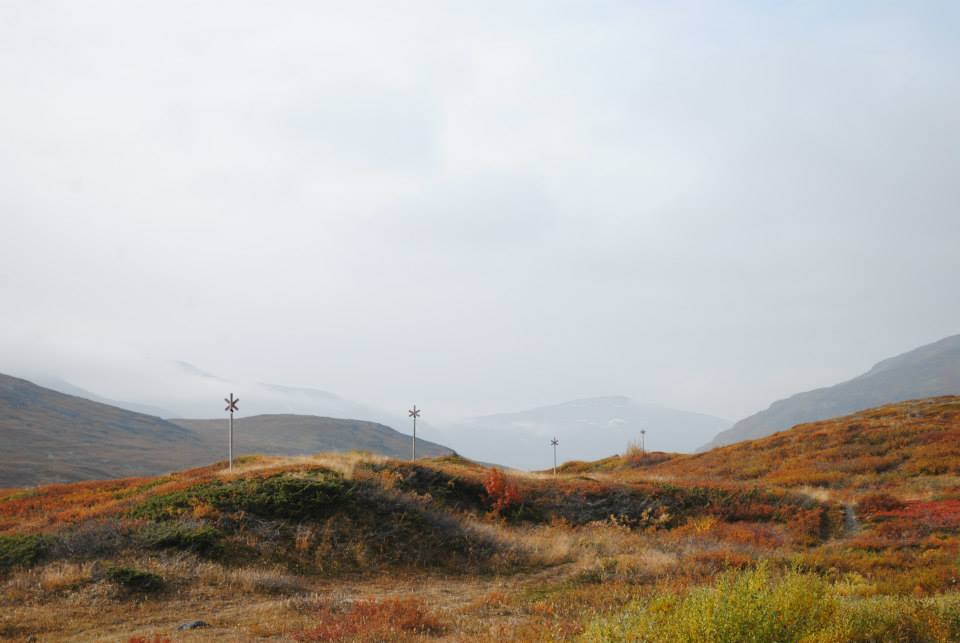
Vandringsled, Abisko nationalpark på väg mot Kårsavagge.

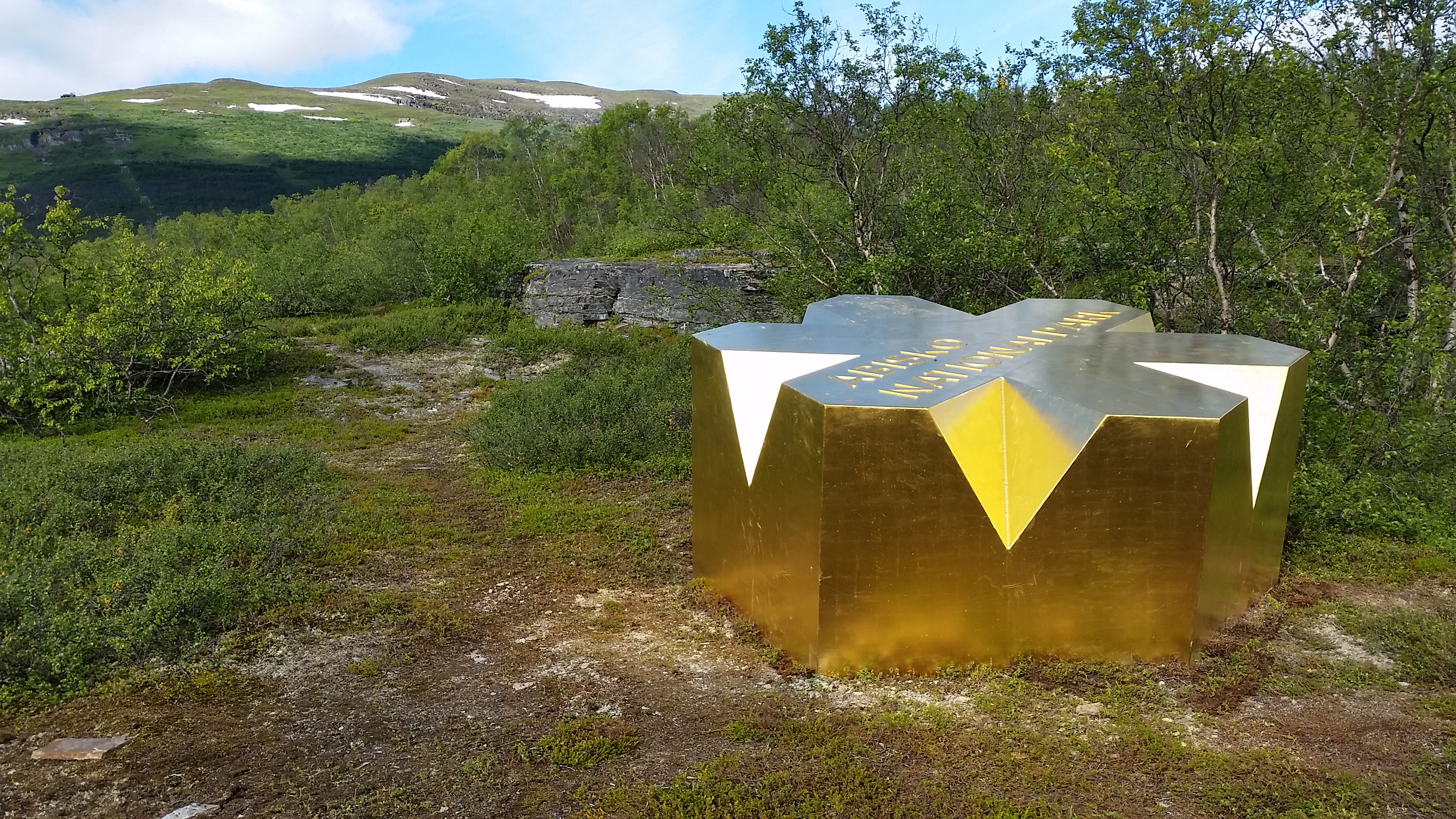
”Guldstjärnan” är symbolen för Sveriges nationalparker. Foto från 2015.

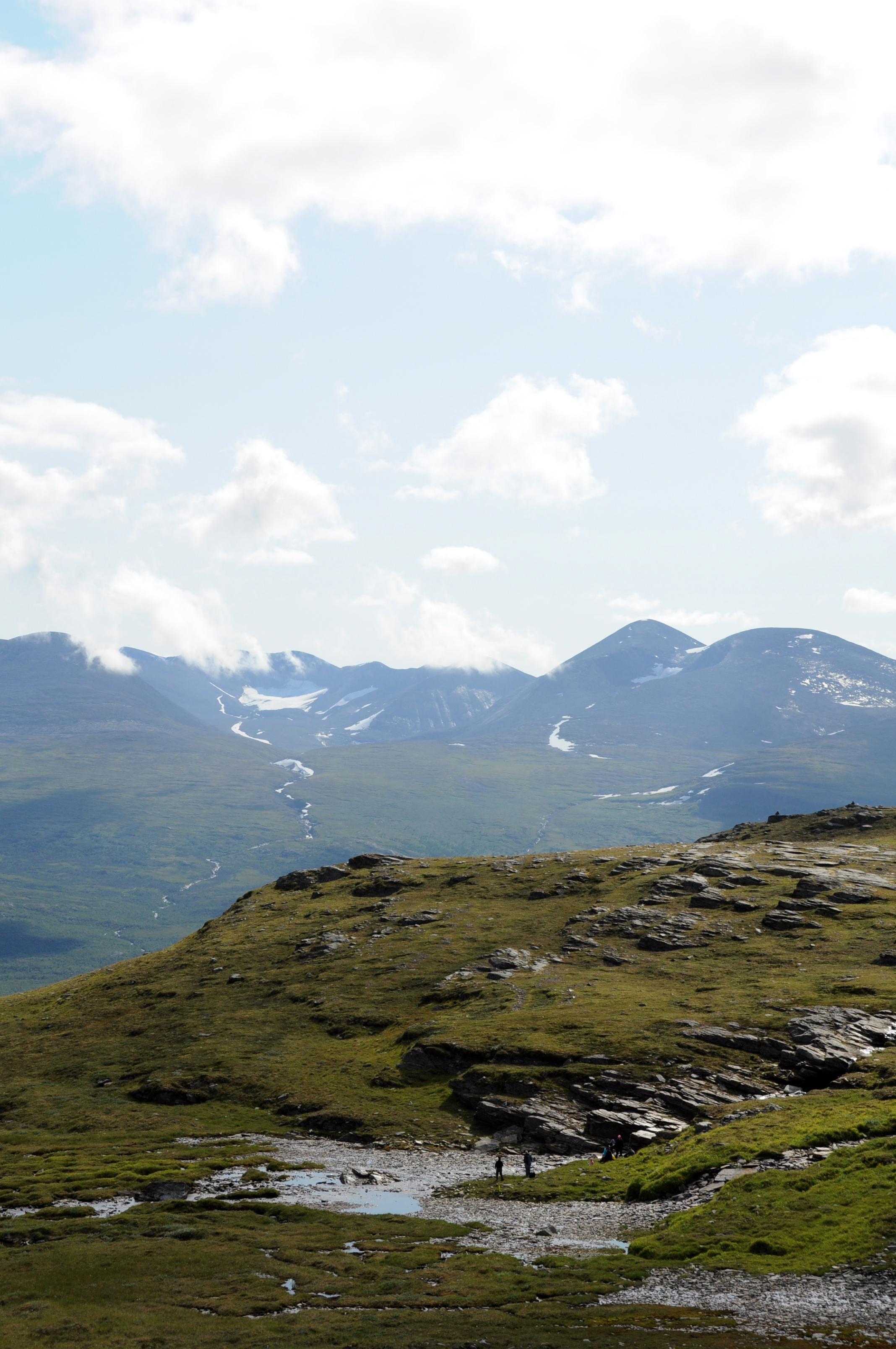
Utsikt från Nuolja

Abisko nationalpark är en av Sveriges nationalparker och ligger vid småorten Abisko söder om Torneträsk i norra Lappland. Parken inrättades 1909 och omfattar ungefär 7 700 hektar. Namnet Abisko kommer av det nordsamiska Ábeskovvu, som betyder ungefär ”skogen vid det stora vattnet” och syftar på närheten till Torneträsk.
Abisko nationalpark ingår i Sveriges Natura 2000-områden. Nationalparken är den mest besökta i Norrbottens län med cirka 50 000 besökare per år.

## Historia
Abisko nationalpark inrättades år 1909 och var tillsammans med åtta andra nationalparker i Sverige de första som inrättades i Europa. Syftet med nationalparken var ”att bevara ett område med högnordisk fjällnatur och som minnesmark för vetenskaplig forskning”. Dessutom var det tänkt att nationalparken skulle fungera som ett framstående turistområde. Området ingick i det nationalparksförslag som Sveriges första utredning om naturskydd hade lagt fram ett par år tidigare. Ursprungligen kom idén att skydda området från statsgeologen Fredrik Svenonius.
Svenska turistföreningen hade redan 1902 anlagt en turiststation vid Malmbanan i Abisko.

## Geografi

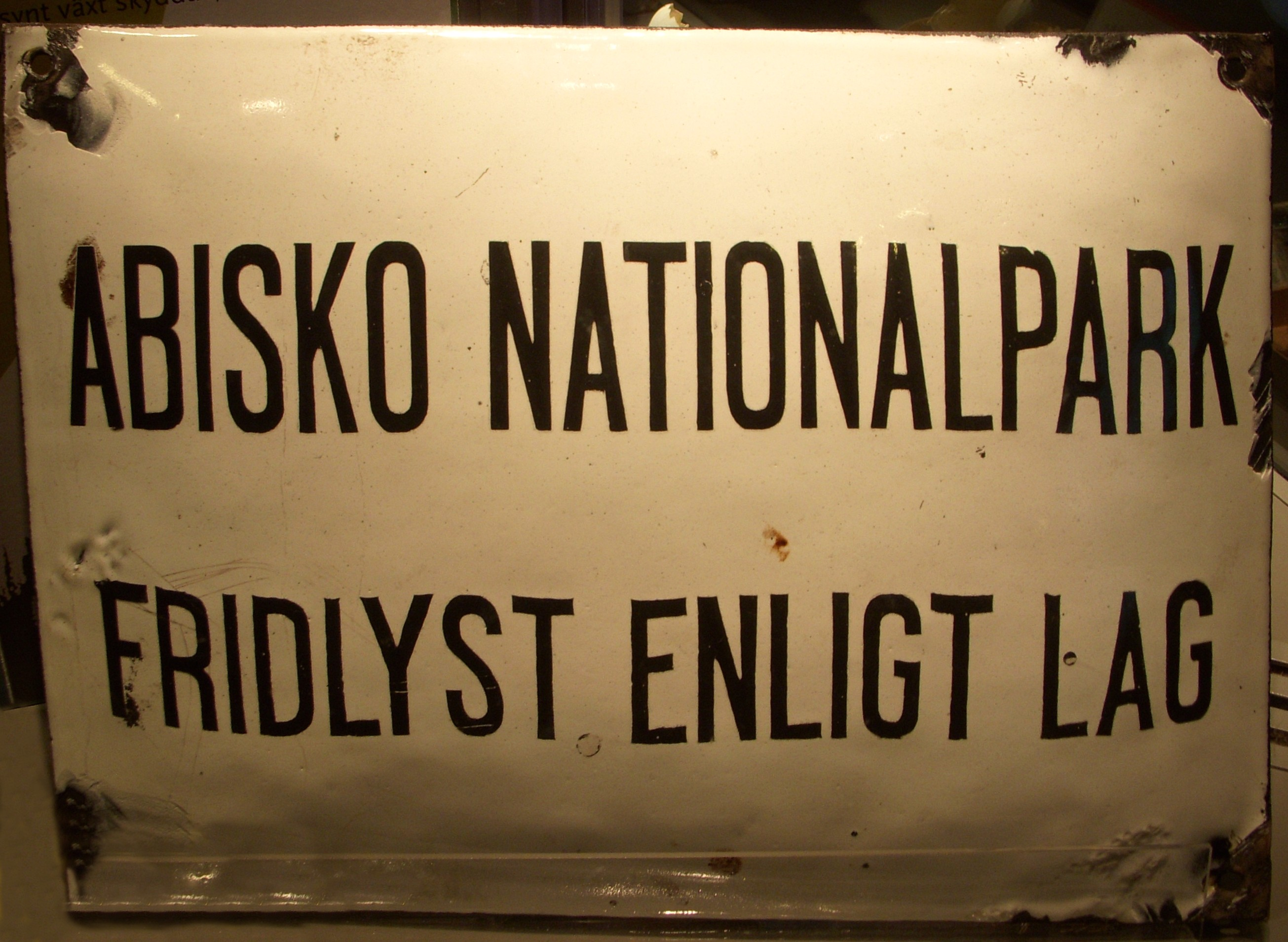
Abiskos ursprungliga emaljskylt på Naturhistoriska Riksmuseet i Stockholm.

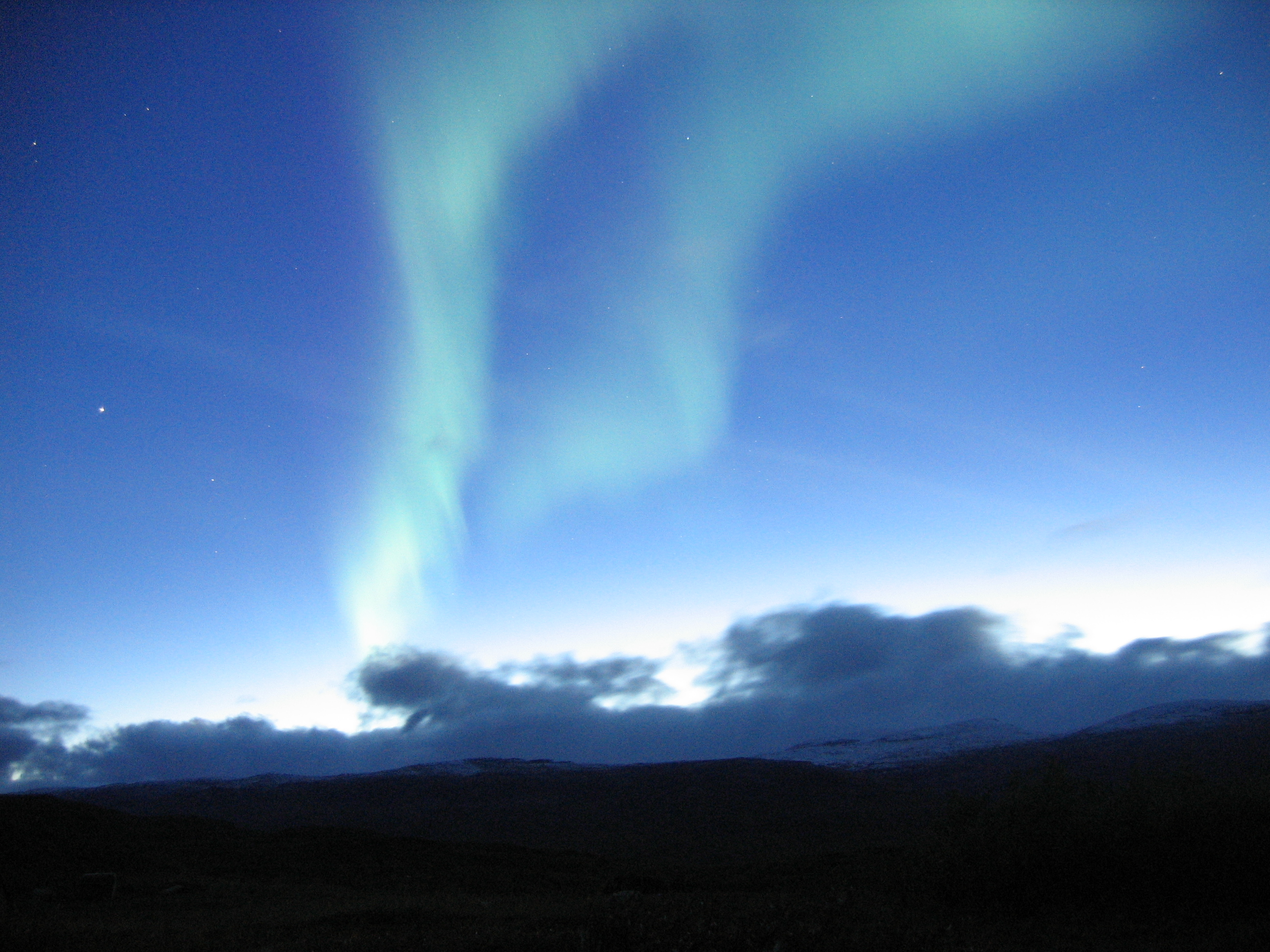
Norrsken i Abisko under vinterhalvåret

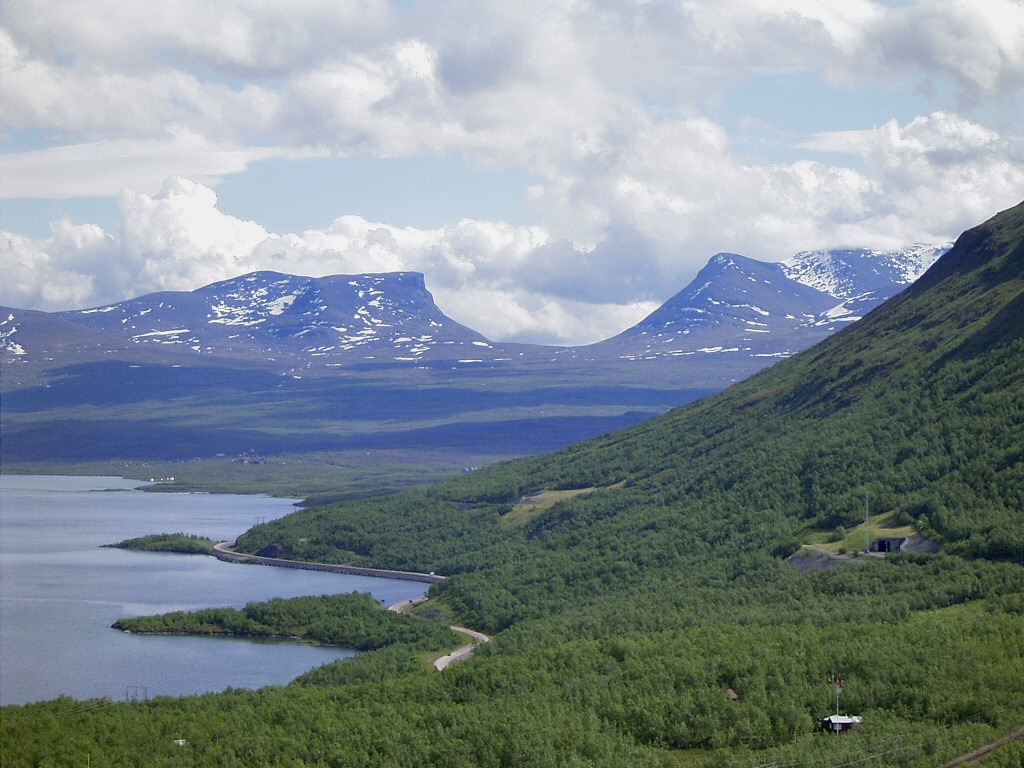
Lapporten

Abisko nationalpark sträcker sig från Torneträsks södra strand, cirka tio kilometer in mot högfjällen och utgörs av en grund dalsänka som inramas av stora fjällmassiv i söder och väster, och av Torneträsk i nordöst. Det skyddade området infattar även en liten del av Torneträsk samt holmen Abiskusuolu och fjälltopparna Nuolja och Slåttatjåkka. Sjön Abiskojaure ligger i dalgången i den södra delen av nationalparken. Genom parkens dalsänka från Abiskojaure ned till Torneträsk rinner det fritt strömmande vattendraget Abiskojåkka. Före mynningen passerar fjällälven genom en 20 meter djup kanjon med stupbranta väggar. Parken genomkorsas i norr av E10 och Malmbanan och dessutom av en tio kilometer lång skoterled från Abisko över Abiskojaure.
Abisko nationalpark omfattar 7 700 hektar, varav 3 900 hektar utgörs av fjällbjörkskog och 2 800 hektar av kalfjäll. Resterande är i huvudsak vattenareal och mindre exploaterade ytor. Skogsgränsen går kring 650–800 meter över havet beroende på läge.
Parken innefattar Abiskojåkkas delta som är en viktig fågellokal och har besöksförbud under försommaren. Turiststationen och linbanan ligger också inom parken.
Abisko nationalpark ligger 250 kilometer norr om polcirkeln, vilket gör att det råder midnattssol under drygt åtta veckor kring sommarsolståndet, och middagsmörker under cirka fyra veckor kring vintersolståndet. Det nordliga läget gör dessutom att man kan studera himlafenomenet norrsken. Då det är för ljust på somrarna, kan norrsken endast ses under vinterhalvårets långa, mörka nätter. Eftersom området i stort sett saknar ljusföroreningar och vädret oftast är klart är förhållandena bra och Abisko har blivit ett populärt turistmål för norrskensspaning.

### Klimat
Abisko, och hela Torneträskområdet, är mera maritimt och har svalare somrar och mildare vintrar jämfört med andra platser i fjällkedjan både norr och söder om området. Detta beror dels på topografin och dalgången mot Atlanten i väster, och dels på Torneträsks vattenmassa, som verkar avkylande på sommaren och värmande på vintern. Juni är den varmaste månaden med i genomsnitt +11 °C, medan januari är den kallaste med −12 °C. Precis som i resten av fjällkedjan är västanvinden den dominerande vindriktningen i Abisko.
Abiskoområdet är en av de solrikaste platserna i Sverige och har dessutom den lägsta årsnederbörden i hela landet med endast omkring 300 mm per år. Detta beror på så kallad regnskugga som orsakas av fjällen i väster då fuktig luft från Atlanten tvingas upp över fjällkedjan. Luften kyls då av och fäller ut fukten i form av nederbörd. Detta gör att det mesta av regnet och snön faller på den västra sidan av fjällkedjan, och när luften sedan når Abisko finns det endast mycket lite fukt kvar. Följderna blir att klimatet blir torrare och himlen oftare molnfri.
I Vadvetjåkka nationalpark, 40 kilometer från Abisko, faller 1 200 mm per år, vilket är en ungefär 400 procent högre årsnederbörd än i Abisko.
45 procent av årsnederböden i Abisko faller i form av snö och snömedeldjupet är cirka 0,5 meter. Trots den låga årsnederbörden är Abisko relativt snörikt; det mesta av snön blåser nämligen dit med kraftiga vindar från de omgivande fjällen. Nederbörden ökar med höjden, vilket innebär att de högre fjällområdena är nederbördsrikare än dalgångarna och låglandsområdena. I de allra västligaste fjällen är nederbördsökningen särskilt stor.
De senaste decennierna har det blivit varmare i Abisko i jämförelse med Abisko naturvetenskapliga stations mätningar av temperaturen i området sedan 1913. Årsmedeltemperaturen ligger nu över 0 °C och permafrosten börjar släppa i låglänta områden och palsmyrarna tinar. Dessutom har nederbördsmängden ökat, isläggningen i sjöarna fördröjts och fjällbjörksgränsen höjts med cirka 50 meter. Troligtvis är förändringarna en följd av den globala uppvärmningen, men vegetationens utbredning kan även bero på ett minskat antal renar och älgar.

### Geologi
Berggrunden i Abisko består främst av täta, svårvittrade hårdskiffrar. Fjällmassiven i väster består i huvudsak av lättvittrade glimmerskiffrar och fylliter, men i söder är det hårda mineralet amfibolit dominerande. Relativt stora kalkstensstråk och inslag av grafitskiffer förekommer också. I vissa områden växellagrar de hårda skiffrarna med bland annat gulvit dolomit. Just dolomiten, som kallats abiskomarmor, har brutits i liten skala en bit upp längs Abiskojåkkas kanjon.
Bergväggarna i Abiskojåkkas kanjon visar ett tvärsnitt av områdets geologiska uppbyggnad.
Bergarterna i Abisko ligger staplade i tydliga lager ovanpå varandra. De lyftes upp ur det gamla Atlantiska havet och försköts mot öster som enorma bergartsskivor, så kallade skollor, när fjällkedjan bildades för 400 miljoner år sedan. I Abiskoområdet ligger urberget begravt hundratals meter under markytan.
Överlag har Abiskoområdet en kalkrik berggrund, vilket gynnat växtlivet och gett upphov till en rik flora med många sällsynta arter.

### Sevärdheter
Till sevärdheterna hör utsikten från Nuolja, Abiskojåkkas kanjon, fjällfloran, fågellivet och naturum Abiskos utställning om nationalparkens natur och kultur.

## Ekologi

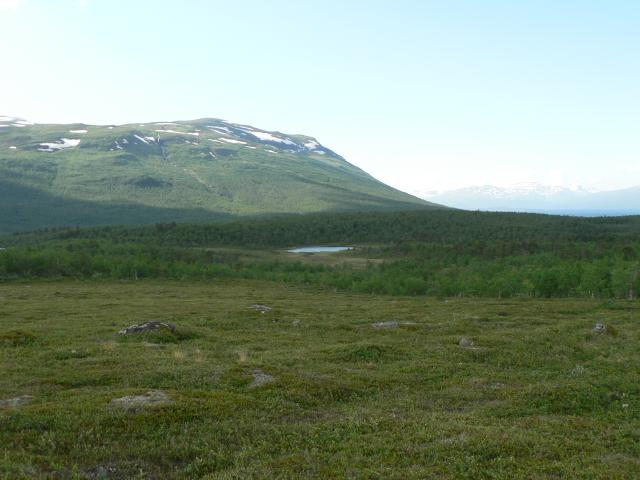
Abisko nationalpark och fjället Nuolja.

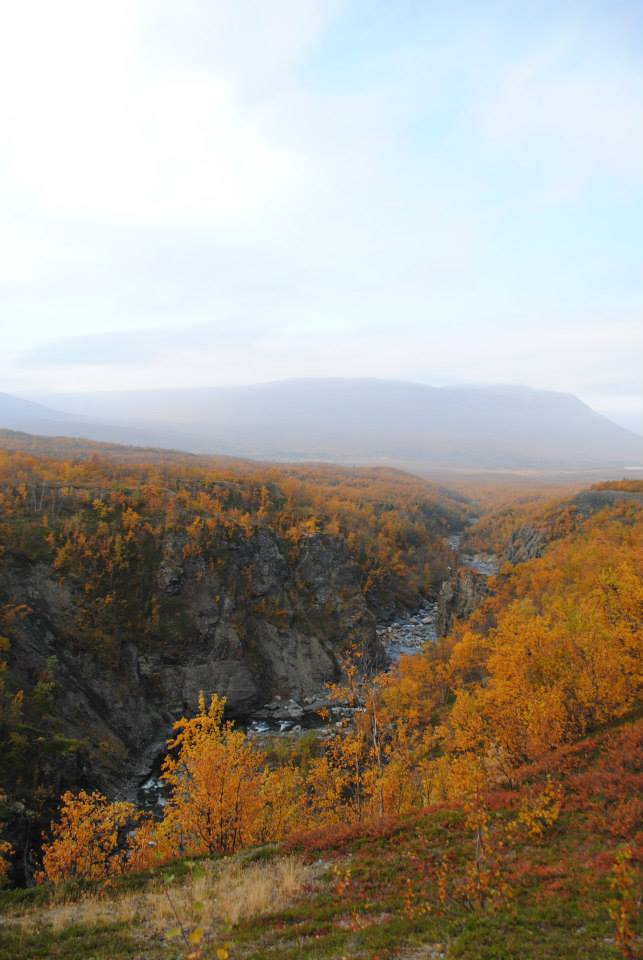
Nissånjokka kanjon

Abisko nationalpark är känt för sin rika flora, men även djurlivet är välutvecklat.

### Djurliv
Det finns gott om småfåglar i nationalparken. Både fjällarter och sydligare arter förekommer. Typiska björkskogsfåglar som gråsiska, bergfink och blåhake blandas med järnsparv, trädgårdssångare och rödhake. Dessutom förekommer den mycket sällsynta nordsångaren i området.
På de öppna rismyrarna och hedarna förekommer vadare av olika slag, till exempel grönbena, småspov och gluttsnäppa. I småsjöar finns bland annat vigg, knipa och bläsand. Abiskojåkkas deltaområde är inte speciellt rikt på sjöfåglar. På kalfjället kan snösparv, fjällripa och fjällpipare påträffas.
Den vanligaste rovfågeln är stenfalk, men även kungsörn förekommer i mindre utsträckning. 
Större däggdjur har trängts tillbaka och fjällräv, järv och lodjur förekommer bara tillfälligt och björnar strövar på sin höjd genom parken någon enstaka gång. Älgen är däremot mycket vanligare, spår och spillning hittas överallt. Mård, hermelin och ekorre liksom smågnagare som fjällämmel finns också inom nationalparkens gränser.

### Växtliv
Den vida fjällbjörkskogen utgör 3 900 hektar av nationalparken. Den kan delas upp i två delar: hedbjörkskog och ängsbjörkskog. Hedbjörkskogen är den dominerande och utgör den största delen av ytan. Den finns där marken är magrare och torrare och björkarna växer glest och har ofta flera stammar. Växtligheten på marken är ofta artfattig. Risbuskar, som kråkbär och lingon, är vanligast, men även linnea, skogsstjärna och lappspira förekommer. Blåbärsris växer där snödjupet är större under vintern.
Den andra delen av fjällbjörkskogen utgörs av ängsbjörkskog, som finns där marken är fuktigare och mer näringsrik. Björkarna är kraftigare och markvegetationen rikligare än i hedbjörksskogen. Högvuxna örter som fjällkvanne, smörboll och tolta är vanliga. Ängsbjörksogen hittas främst vid Nuoljas och Slåttatjåkkas sluttningar.
En stor del av fjällbjörkskogen bär spår efter massiva angrepp från fjällhöstmätarens larver. Under 1950-talet var angreppet så stort att stora delar av nationalparkens björkskog blev kaläten. På dessa platser är skogen fortfarande gles med många murkna och döda träd.
I Abisko bildar fjällbjörken skogsgräns mot kalfjället vid ungefär 650 meters höjd över havet i nordsluttningar, och vid cirka 800 meters höjd i sydsluttningar. Ovan skogsgränsen kan man hitta enstaka fjällbjörkar som växer i gynnsamma lägen.
I området där Kårsajåkka rinner ut i Abiskojåkka växer gammal tallurskog. Även enstaka små grupper sticker upp här och där bland fjällbjörkarna i Abiskodalen. I vanliga fall växer inte tallen på dessa höjder och breddgrader, men just dessa tallar är kvarlevor från en tid då klimatet var varmare i Abiskoområdet, då tall var vanligare. Idag växer de endast på några få gynnsamma områden i dalen, isolerande långt ifrån från den nuvarande tajgan i öster.
Ovanför björkskogarna förekommer helt öppna ytor, så kallade subalpina hedar.
Längs Nuoljas sluttningar växer många sorters örter, bland annat smörboll och förgätmigej. Artrika dryashedar finns också på sluttningarna. På kalfjället är kantljung, fjällfingerört och fjällsippa vanliga.
Abiskojåkkas kanjon är en mycket artrik plats med många sällsynta arter. Längs kanjonkanten breder stora hedar av den sällsynta lapska alprosen ut sig. Bland annat fjälltätört, purpurbräcka och fjällruta tar vara på den kalkrika berggrunden. På väggarna växer dessutom sällsynta arter som polarblära, fjällarnika och tuvbräcka. I Abisko finns också den enda förekomsten i Sverige av den fridlysta orkidén lappfela.

### Fotnoter
1. ↑  Nationalencyklopedin
2. ↑  ”Ändrade föreskrifter för Abisko nationalpark”. Naturvårdsverket. Arkiverad från originalet den 1 juni 2016. https://web.archive.org/web/20160601061024/http://www.naturvardsverket.se/Stod-i-miljoarbetet/Remisser-och-Yttranden/Remisser/Oversyn-np-foreskrifter/Andrade-foreskrifter-for-Abisko-nationalpark/. Läst 29 april 2016.
3. ↑  ”Plats för skådespel”. Norrländska Socialdemokraten. 24 februari 2007. Arkiverad från originalet den 4 september 2012. http://archive.today/2012.09.04-163331/http://www.nsd.se/nyheter/artikel.aspx?ArticleID=3456553.
4. ↑  http://www.kuriren.nu/nyheter/artikel.aspx?articleid=3165321